# Gabriela Trușcă

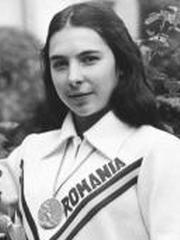
Gabriela Trușca

Gabriela Trușcă, nach Heirat Gabriela Robu, (* 15. August 1957 in Bacău) ist eine ehemalige rumänische Kunstturnerin.
Sie begann im Alter von sieben Jahren mit dem Turnen. 1976 nahm sie an den Olympischen Spielen teil. In Montreal gewann Trușcă mit der rumänischen Mannschaft mit Nadia Comăneci, Mariana Constantin, Georgeta Gabor, Anca Grigoraș und Teodora Ungureanu die Silbermedaille. Außerdem trat sie im Einzelmehrkampf, am Boden, am Schwebebalken, am Stufenbarren und beim Sprung an, wo sie es aber nicht in das Finale schaffte. Bei der Universiade 1977 gewann Trușcă sowohl mit der Mannschaft als auch am Stufenbarren Silber.
Nach ihrer Leistungssportkarriere war Trușcă als Trainerin beim CSȘ Buzău aktiv und betreute u. a. Gabriela Drăgoi, Europameisterin und Bronzemedaillengewinnerin bei den Olympischen Spielen 2008. Außerdem war sie internationale Kampfrichterin.